# Sons of Rock
Sons of Rock é o vigésimo sexto álbum de estúdio (quinto em inglês) da boy band porto-riquenha Menudo, lançado em 1988, pela gravadora Bluedog Records. Trata-se da primeira vez que o grupo lançou repertório totalmente inédito em um de seus álbuns em língua inglesa, os álbuns que o precederam tinham versões traduzidas de canções de seus álbuns em espanhol. 
O trabalho é o primeiro a incluir na formação o integrante Angelo Garcia e teve como sucesso nas rádios internacionais a canção "You Got Potential". 

## Integrantes e título
A formação do grupo nesse período incluía os integrantes: Ricky Martin, Raymond Acevedo, Sergio Blass, Rubén Gómez, e o novo membro Angelo García. No início de 1988, o grupo chegou a fazer apresentações em programas de televisão e shows como um quarteto, já que Ralphy Rodríguez saiu do grupo por ter atingido a idade limite, 16 anos.
O álbum possui nome semelhante ao disco de 1987, Somos los hijos del rock, apesar disso a única coisa que eles tem em comum é a abordagem mais roqueira no visual e no repertório. O lançamento deu sequência a transformação estética e musical do Menudo, que teve início em 1987, após o mau desempenho de álbuns anteriores. Nesse meio tempo, o grupo lançou um álbum nas Filipinas com o título de In Action, que trazia versões em inglês e tagalo de Somos los hijos del rock, e de outros fonogramas.

## Single
"You Got Potential", a sexta música da lista de faixas, foi lançada como single. Obteve sucesso radiofônico, e segundo o cantor Ricky Martin: "O sucesso nos levou a uma turnê de quarenta apresentações nos Estados Unidos. Foi uma fase muito emocionante porque conseguimos nos reinventar para alcançar nossos fãs através de um tipo diferente de música".

## Divulgação
O grupo entrou em turnê para divulgação do álbum, que incluiu apresentações no México, onde foram recebidos por um número substancial de fãs no aeroporto. O espetáculo incluiu no set list sucessos do Menudo e várias das canções de Sons of Rock. O concerto de uma das apresentações foi exibido pelo canal de televisão KMEX-TV, em outubro de 1988. As gravações ocorreram ao vivo no parque temático norte-americano Knott's Berry Farm.

## Lista de faixas
- Créditos adaptados dos LP Sons of Rock, de 1987.[1]

| N.º | Título                   | Compositor(es)                | Principal vocalista | Duração |  |
| 1.  | "Sons of Rock"           | Marc Anthony                  | Sergio Gonzalez     |         |  |
| 2.  | "Good Lovin'"            | A. Resnick, R. Clark          | Ruben Gomez         |         |  |
| 3.  | "TLC"                    | Lynsey de Paul, Terry Britten | Ricky Martin        |         |  |
| 4.  | "Miss You 'Til Tomorrow" | Papo Gely                     | Raymond Acevedo     |         |  |
| 5.  | "Say Why"                | Papo Gely                     | Ricky Martin        |         |  |
| 6.  | "You Got Potential"      | A. R. Scott, M. Jay           | Angelo Garcia       |         |  |
| 7.  | "Nights on Fire"         | Peter S. Bliss                | Ruben Gomez         |         |  |
| 8.  | "999"                    | D. Danielson, P. Deremer      | Raymond Acevedo     |         |  |
| 9.  | "To Leave Once More"     | M. Anthony, P. Gely           | Angelo Garcia       |         |  |
| 10. | "I Will"                 | Papo Gely                     | Sergio Gonzalez     |         |  |